# Safaria kistneri
Safaria kistneri är en tvåvingeart som beskrevs av Richards 1968. Safaria kistneri ingår i släktet Safaria och familjen hoppflugor. Inga underarter finns listade i Catalogue of Life.